# National Highway 3
De National Highway 3 (NR3) is een snelweg in Myanmar die de grootste stad, Mandalay en Muse op de grens met China, met elkaar verbindt.